# 目 (圍棋)
目是圍棋的一個用語，指某一方的活棋所围住的空点，即等于所围到的实地。
当代日本规则采用比目法，只比较双方的目数。中国规则采用数子法，子目皆地，即把活子和活子所围成的空都计算为一方领地。